# Sevierville
Sevierville is een plaats (city) in de Amerikaanse staat Tennessee, en valt bestuurlijk gezien onder Sevier County.

## Demografie
Bij de volkstelling in 2000 werd het aantal inwoners vastgesteld op 11.757.
In 2006 is het aantal inwoners door het United States Census Bureau geschat op 15.489, een stijging van 3732 (31.7%).

## Geografie
Volgens het United States Census Bureau beslaat de plaats een oppervlakte van
51,8 km², waarvan 51,5 km² land en 0,3 km² water.

## Plaatsen in de nabije omgeving
De onderstaande figuur toont nabijgelegen plaatsen in een straal van 24 km rond Sevierville.

## Geboren
- Dolly Parton 19 januari 1946